# Ivan Bordi
Ivan Bordi (n. 30 noiembrie 1937, Târgu Mureș, România – d. 28 iunie 2021, Redwood City, California, SUA) a fost un jucător român de polo pe apă. El a concurat la Jocurile Olimpice de vară din 1956.
A jucat în patru jocuri la olimpiadă și nu a marcat niciun gol.